# Malu Barnuevo
Malu Barnuevo (Cartagena) es una periodista, escritora e ilustradora española especializada en literatura infantil.

## Trayectoria
Se licenció en Comunicación Audiovisual en la Universidad Católica San Antonio de Murcia (1998-2002). Posteriormente, se doctoró en Comunicación Audiovisual por la Universidad Complutense de Madrid en 2008. Su carrera profesional comenzó en televisión y a día de hoy trabaja dentro del mundo editorial. Como periodista, fue redactora especializada en cine de animación (2003/2004) y en contenidos culturales para diversas publicaciones, en papel y web. Ha trabajado como correctora y editora con diferentes editoriales, como Pearson Educación, Edelvives, Alfaguara, Alfaguara Infantil y Juvenil, Gea Consultoría Editorial, Ediciones gráficas Arial.
Además de su trabajo como autora, trabajó como directora de producción audiovisual en Prodigioso Volcán y fue responsable de Nuevos Formatos y Narrativas en la empresa de comunicación Alabra. En los años en los que trabajó en Prodigioso Volcán, participó en el proyecto BBVA Open Innovation.

## Reconocimientos
Fue seleccionada por la agencia de comunicación Prodigioso Volcán como una de las autoras referentes dentro de la obra colectiva No me cuentes cuentos. 100 mujeres españolas que cambiaron la historia y el cuento, junto a otras autoras.

## Obra
- 2008 – El largometraje de animación español: análisis y evaluació". Fundación Autor. ISBN 9788480487771.[7]
- 2019 – La niña y su mochila. Editorial Bruño. ISBN 978-84-696-2609-2.[8]
- 2010 – Los Pequectives y el Dr. Pesadilla. Con ilustraciones de Moisés Andrade. Ediciones B. ISBN 9788466645362.[9]
- 2013 – Dogster, el origen. Con ilustraciones de Moisés Andrade. Ediciones B. ISBN 9788415579168.[10]
- 2013 – Perdona pero quiero irme a Roma contigo. Planeta. ISBN 9788408112211.[11]
- 2019 – No me cuentes cuentos. 100 mujeres españolas que cambiaron la historia y el cuento. Obra colectiva. Editorial Montena. ISBN 9788417922290.[12]
- 2020 – Cuaderno para ciclistas de ciudad. Con ilustraciones de Moisés Andrade. Continta me tienes. ISBN 978-84-941266-4-2.[13]